# Sant Joan la Cella
Sant Joan la Cella (['saɲʒu'anlə'seʎə], en francès Saint-Jean-Lasseille) és un poble, cap de la comuna del mateix nom, de 1.301 habitants el 2013, de la comarca del Rosselló, a la Catalunya Nord. Es troba a la zona de confluència de la Plana del Rosselló amb la subcomarca dels Aspres.

## Etimologia
La primera part d'aquest topònim prové de l'advocació de la parròquia del lloc, a Sant Joan Evangelista. Segons Joan Coromines, la segona part del nom del poble deriva del llatí cella, amb el significat de cambra petita, santuari, graner o magatzem.

## Geografia

Situació de la comuna de Sant Joan la Cella en el Rosselló

El terme comunal de Sant Joan la Cella, de 28.900 hectàrees d'extensió, és un pla inclinat de nord (on arriba als 103 metres d'altitud) a sud (66 m alt). Està situat a la zona de transició de la Plana del Rosselló als Aspres. Pertany íntegrament a la conca del Tec, i a les depressions del sud-oest del terme hi havia hagut uns estanyols, dels quals ara es conserva només el topònim.
Termes municipals limítrofs:
|            |                     | Bages de Rosselló |
| Vilamulaca |                     | Brullà            |
|            | Banyuls dels Aspres |                   |

### El poble de Sant Joan la Cella
Com la major part de pobles rossellonesos, Sant Joan la Cella té l'origen en una cellera constituïda a l'entorn de l'església parroquial de Sant Joan Evangelista i el seu cementiri. El mateix nom del poble procedeix d'aquest origen.
El creixement contemporani de Sant Joan la Cella s'ha produït estenent-se per la plana tot al voltant del poble, a partir d'urbanitzacions com la Cabana i la Userdeta. La Cava Cooperativa és al sector de llevant del poble, mentre que el Cementiri, al nord-est.

### Els masos del terme
Tractant-se d'un terme comunal de mides molt reduïdes, el nombre de masos no és gaire alt; a més, alguns d'ells ja han estat absorbits pel nucli urbà del poble, o, senzillament, desapareguts. Hi ha la Cabana, o Mas de la Cabana, abans el Convent, ara a l'extrem nord del nucli de població, i la resta són masos antics i desapareguts: Mas Jaubert, o d'en Jaubert, Mas d'en Pujarniscla i Mas d'en Trilles, o d'en Lacreu.

### Orografia
No hi ha cap serra ni muntanya destacada, però sí les cues de les serres del terme veí de Vilamulaca. La zona més alta de Sant Joan la Cella és la partida de Peralba, a 103 m alt, al costat de ponent de la qual hi ha el Coll d'en Piques, de 88. D'altra banda, a l'extrem sud-oest hi ha les depressions que havien allotjat els Estanyols, ara dessecats, però que han quedat com a topònim.

### Hidrografia
A la zona més plana del terme, al sud-oest, hi havia l'Agulla d'en Coll, un canal de drenatge ja en desús, el nom del qual només es conserva en la memòria dels més grans del poble. La resta de cursos d'aigua són torrents que davallen dels Aspres: el Còrrec de la Canal, o la Canal, el Còrrec de la Canaleta, anomenat de la Canalada a Brullà, el Còrrec de la Font dels Lladres, el Còrrec de la Pagesa, el Còrrec del Salt de la Folla, o Còrrec de la Folla i el Còrrec de Passabou, anomenat a Brullà de primer Còrrec de les Calçades i més tard, Còrrec de la Bassa.

### El terme comunal
El terme de Sant Joan la Cella està format per les partides i indrets de l'Alzina, la Blanquetera, els Bosigots, la Cabana, o Xo'n Terrasson, les Cabatudes, la Canaleta, Coll d'en Piques, el Còrrec dels Lladres, l'Estany de Banyuls, els Estanys, els Estanyots, abans els Estanyols, la Font del Rector, el Mas d'en Trilles, la Mata de Jonc, Peralba, el Roc Gros, la Ruta, el Salt de la Folla, la Termenera, la Termenera del Camp d'en Palmada, el Terra Prim i la Userdeta. Alguns són ja noms antics, actualment en desús, com la Garriga d'en Pujarniscla.
Alguns dels topònims fan referència directa a conreus, com ara el Camp del Sastre, els Camps del Cementiri, la Colomina dels Casals, la Colomina d'en Caner i el Vinyer d'Aquí Dalt. També es conserven en la memòria una quants topònims ja desapareguts, com el Camp d'en Bellsolà, el Camp de l'Espiau, el Camp d'en Bouer, el Camp d'en Castellet, el Camp d'en Falguera, el Camp d'en Jaubert, el Camp d'en Jaubert de Paçà, el Camp d'en Jaume, el Camp d'en Lacreu (dos de diferents), el Camp d'en Palmada, el Camp d'en Sobrequers, l'Oliveda d'en Pujarniscle, l'Oliveda d'en Bianya i la Vinya d'en Bonet.

## Transport

### Carreteres
Dues úniques carreteres travessen el terme de Sant Joan la Cella en forma de X, de manera que es creuen en el poble mateix: la D-2 i la D-40b. La carretera D-900, l'autopista la Catalana i la via del Tren d'Alta Velocitat passen a fregar el límit occidental, però no hi entren ni un metre.
La carretera D - 2 (Argelers de la Marenda - D-619, a Trevillac) travessa el terme de sud-est a nord-oest. Per aquesta carretera, Sant Joan la Cella es comunica directament amb Brullà (4,1), Sant Genís de Fontanes (7,3), la Roca d'Albera (10,4), Sureda (14) i Argelers (16,9), cap al sud-est, i Vilamulaca (3,1), Forques (7,2), el trencall de Paçà (7,7), Montoriol (8,3), Queixàs (20), Sant Miquel de Llotes (24,5), Illa (26,4), Montalbà del Castell (35,4) i Trevillac (38) (els dos darrers ja a la Fenolleda, comarca occitana), cap al nord-oest.
La D - 40b (Bages de Rosselló - Banyuls dels Aspres) travessa el terme de nord-est a sud-oest. Per aquesta carretera, que també travessa el terme de Brullà, però sense enllaç directe amb aquest poble, hom arriba a Bages en 3,3 quilòmetres i a Banyuls dels Aspres en 2,3.

### Transport públic
La línia 370 del servei departamental de Le bus à 1 €, de Perpinyà a Banyuls dels Aspres, passa per Sant Joan la Cella procedent de Perpinyà, Montescot i Brullà, i abans d'arribar a Banyuls dels Aspres. Ofereix servei quatre cops al dia de dilluns a dissabte, però no circula els dies de festa. Per aquesta línia, Perpinyà és a tres quarts d'hora de Sant Joan la Cella, Montescot a un quart d'hora, Brullà a 10 minuts, i Banyuls dels Aspres, a 5. És l'única línia de transport públic que passa per aquest poble.

### Els camins del terme
Tots els camins existents en el terme de Sant Joan la Cella travessen cap als pobles veïns i, alhora, serveixen de comunicació interna del terme propi. S'hi troben el Camí de Bages, el de Banyuls a Bages, el de Banyuls dels Aspres, el de Brullà, el de Perpinyà, el de Vilamulaca i el Camí Vell de Bages.

## Activitats econòmiques

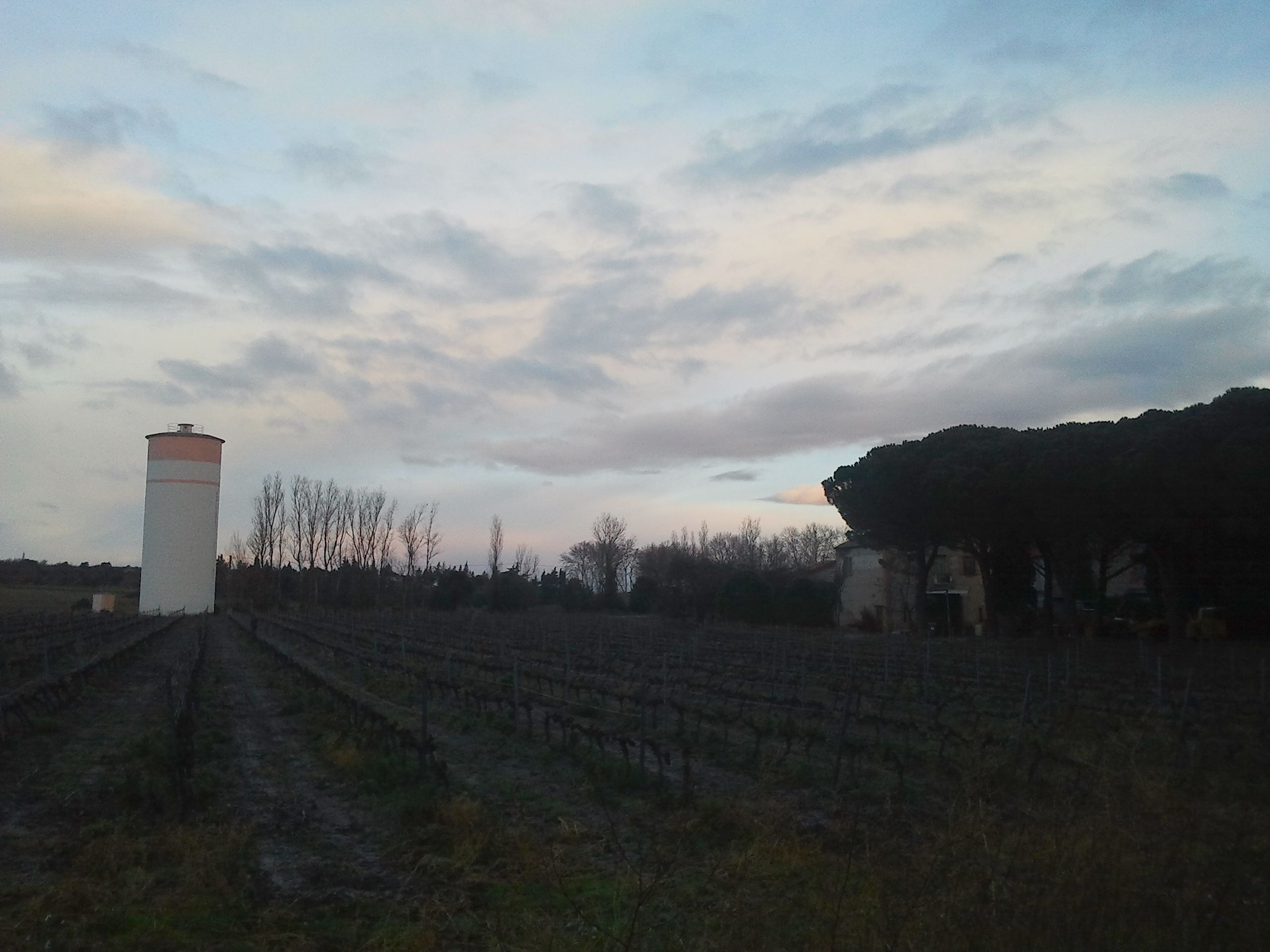
Vinyes a Sant Joan la Cella

La base econòmica de Sant Joan la Cella és el conreu de la vinya, que ocupa pràcticament tot l'espai de la comuna. La major part es dedica a vins de qualitat. Hi ha un celler cooperatiu. Hi ha tot just una mica de fruiters i d'hortalisses, per al consum local.

## Història
De l'any 819 és un precepte de Lluís el Piadós on confirma al monestir de Sant Genís de Fontanes la possessió d'unes cel·les, entre les quals hi havia la que havia creat el monjo Sentimir amb el nom de Sant Joan Evangelista prop de Banyuls, que tenia terres, delmes, primícies i un estany. El 981 el rei Lotari I de França confirma aquesta possessió, i en dona la situació, a través de les afrontacions: entre els camins d'Elna a Banyuls dels Aspres, de Brullà a Vilamulaca i de Brullà a Elna, prop del sacellum de Darnac (avui dia, el Mas Tardiu del terme de Brullà). Continuava en mans de Sant Genís de Fontanes la primera part del segle xiv, quan el rei Jaume II de Mallorca en confirmava la possessió. El 1339 Jaume III de Mallorca concedia l'alta justícia civil i criminal de Sant Joan la Cella a Dalmau de Banyuls. Continuà pertanyent als Banyuls fins al 1481, quan Lluís XI va confiscar el senyoriu a Francesc de Banyuls. Fou subhastat i adquirit en encant públic per Llorenç Paulet, burgès de Perpinyà.
Sant Joan la Cella continuà en mans dels Paulet, cognomenats de Martí des de la generació següent, fins al 1635. En aquell any retornà a Sant Genís de Fontanes.

## Demografia

### Demografia antiga
La població està expressada en nombre de focs (f) o d'habitants (h)
| Evolució demogràfica de Sant Joan la Cella entre 1358 i 1790 | Evolució demogràfica de Sant Joan la Cella entre 1358 i 1790 | Evolució demogràfica de Sant Joan la Cella entre 1358 i 1790 | Evolució demogràfica de Sant Joan la Cella entre 1358 i 1790 | Evolució demogràfica de Sant Joan la Cella entre 1358 i 1790 | Evolució demogràfica de Sant Joan la Cella entre 1358 i 1790 | Evolució demogràfica de Sant Joan la Cella entre 1358 i 1790 | Evolució demogràfica de Sant Joan la Cella entre 1358 i 1790 | Evolució demogràfica de Sant Joan la Cella entre 1358 i 1790 | Evolució demogràfica de Sant Joan la Cella entre 1358 i 1790 | Evolució demogràfica de Sant Joan la Cella entre 1358 i 1790 | Evolució demogràfica de Sant Joan la Cella entre 1358 i 1790 | Evolució demogràfica de Sant Joan la Cella entre 1358 i 1790 | Evolució demogràfica de Sant Joan la Cella entre 1358 i 1790 | Evolució demogràfica de Sant Joan la Cella entre 1358 i 1790 |
| 1358                                                         | 1365                                                         | 1378                                                         | 1424                                                         | 1470                                                         | 1515                                                         | 1553                                                         | 1643                                                         | 1709                                                         | 1720                                                         | 1730                                                         | 1767                                                         | 1774                                                         | 1789                                                         | 1790                                                         |
| ------------------------------------------------------------ | ------------------------------------------------------------ | ------------------------------------------------------------ | ------------------------------------------------------------ | ------------------------------------------------------------ | ------------------------------------------------------------ | ------------------------------------------------------------ | ------------------------------------------------------------ | ------------------------------------------------------------ | ------------------------------------------------------------ | ------------------------------------------------------------ | ------------------------------------------------------------ | ------------------------------------------------------------ | ------------------------------------------------------------ | ------------------------------------------------------------ |
| 10 f                                                         | 10 f                                                         | 10 f                                                         | 10 f                                                         | 3 f                                                          | 6 f                                                          | 3 f                                                          | 20 f                                                         | 15 f                                                         | 19 f                                                         | 19 f                                                         | 95 h                                                         | 19 f                                                         | 15 f                                                         | 60 h                                                         |

Font: Pélissier 1986

### Demografia contemporània
| Evolució de la població |      |      |      |      |      |      |      |      |
| 1793                    | 1800 | 1806 | 1821 | 1831 | 1836 | 1841 | 1846 | 1851 |
| 82                      | 79   | 90   | 94   | 82   | 82   | 95   | 104  | 108  |

| 1856 | 1861 | 1866 | 1872 | 1876 | 1881 | 1886 | 1891 | 1896 |
| ---- | ---- | ---- | ---- | ---- | ---- | ---- | ---- | ---- |
| 122  | 110  | 102  | 104  | 140  | 235  | 165  | 202  | 218  |

| 1901 | 1906 | 1911 | 1921 | 1926 | 1931 | 1936 | 1946 | 1954 |
| ---- | ---- | ---- | ---- | ---- | ---- | ---- | ---- | ---- |
| 253  | 291  | 294  | 333  | 306  | 320  | 296  | 275  | 298  |

| 1962 | 1968 | 1975 | 1982 | 1990 | 1999 | 2004 | 2006 | 2009 |
| ---- | ---- | ---- | ---- | ---- | ---- | ---- | ---- | ---- |
| 330  | 289  | 252  | 346  | 437  | 469  | 595  | 631  | 787  |

| 2013  | - | - | - | - | - | - | - | - |
| ----- | - | - | - | - | - | - | - | - |
| 1.301 | - | - | - | - | - | - | - | - |

Fonts: Ldh/EHESS/Cassini fins al 1999, després INSEE a partir deL 2004

### Evolució de la població

Població 1962-2008

## Administració i política

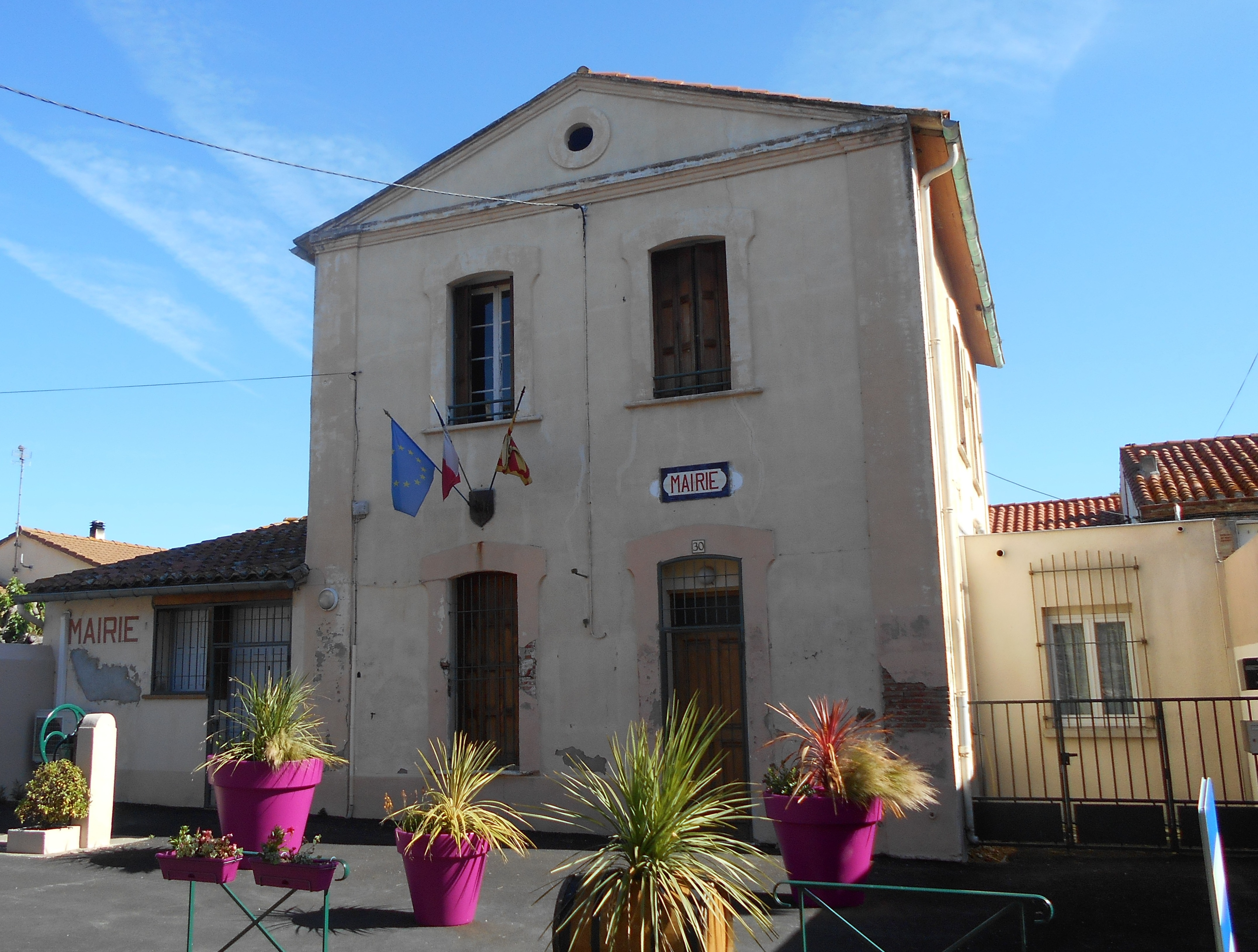
La Casa del Comú

### Batlles[7]
| Període               | Nom          | Opció política | Comentaris |
| --------------------- | ------------ | -------------- | ---------- |
| Des del març del 2001 | Roland Noury |                |            |

### Legislatura 2014 - 2020

#### Batlle
- Roland Noury. Encarregat d'Obres, Il·luminació, Projectes, Consell comunitari i Agricultura i d'Impostos directes. Membre de les comissions d'Administració general, personal municipal, ciutadania i seguretat, de Finances i pressupost, de Cultura, de Festes i Cerimònies, d'Acció social, d'Eleccions i d'Ofertes públiques.

#### Adjunts al batlle[8]
- 1r: Christophe Guil. Delegat de Finances i Pressupost. Membre de les comissions de Comunicació i Espai digital, d'Afers escolar, Esports, Joventut i Vida associativa, d'Eleccions i d'Impostos directes
- 2n: Jean Bobo. Delegat d'Afers escolars, Esports, Joventut i Vida associativa. Membre de les comissions d'Administració general, personal municipal, ciutadania i seguretat, de Comunicació i Espai digital, de Finances i pressupost, d'Acció social, d'Eleccions, d'Ofertes públiques i d'Impostos directes
- 3r: Latifa Benaoudia-Briki. Delegada d'Administració general, personal municipal, ciutadania i seguretat. Membre de les comissions d'Urbanisme, obres i serveis, d'Artesanat, Comerç i Desenvolupament econòmic i d'Ofertes públiques
- 4t: Evelyne Almerge. Delegada de Comunicació i Espai digital. Membre de les comissions d'Administració general, personal municipal, ciutadania i seguretat, d'Afers escolars, Esports, Joventut i Vida associativa, de Festes i Cerimònies, d'Ofertes públiques i d'Impostos directes.

#### Consellers municipals
- Frédéric Carvalhais. Membre de les comissions de Comunicació i Espai digital, d'Urbanisme, obres i serveis, d'Obres, Il·luminació, Projectes, Consell comunitari i Agricultura i de Festes i Cerimònies
- Stéphane Fourcade. Membre de les comissions de Finances i pressupost, d'Artesanat, Comerç i Desenvolupament econòmic, d'Eleccions, d'Ofertes públiques i d'Impostos directes
- Stéphane Jacquet. Delegat d'Artesanat, Comerç i Desenvolupament econòmic. Membre de les comissions d'Administració general, personal municipal, ciutadania i seguretat, de Comunicació i Espai digital, d'Urbanisme, obres i serveis, d'Afers escolars, Esports, Joventut i Vida associativa i de Festes i Cerimònies
- Anne Lesimple. Delegada de Cultura. Membre de les comissions d'Obres, Il·luminació, Projectes, Consell comunitari i Agricultura, de Festes i Cerimònies i d'Acció social
- Philippe Matrion. Delegat d'Urbanisme, obres i serveis. Membre de les comissions de Finances i pressupost i d'Obres, Il·luminació, Projectes, Consell comunitari i Agricultura
- Josette Montserrat. Delegada d'Acció social. Membre de les comissions d'Urbanisme, obres i serveis, de Finances i pressupost i d'Impostos directes
- Gaël Moogin. Membre de les comissions d'Afers escolars, Esports, Joventut i Vida associativa, de Festes i Cerimònies i de Festes i Cerimònies
- Maud Perineau. Membre de les comissions d'Obres, Il·luminació, Projectes, Consell comunitari i Agricultura, de Cultura i d'Acció social
- Ida Polit. Delegada de Festes i Cerimònies i d'Eleccions. Membre de les comissions d'Urbanisme, obres i serveis i d'Afers escolar, Esports, Joventut i Vida associativa i d'Artesanat, Comerç i Desenvolupament econòmic
- Philippe Xancho. Membre de les comissions d'Administració general, personal municipal, ciutadania i seguretat, de Finances i pressupost, d'Obres, Il·luminació, Projectes, Consell comunitari i Agricultura, d'Acció social i d'Ofertes públiques.

### Adscripció cantonal

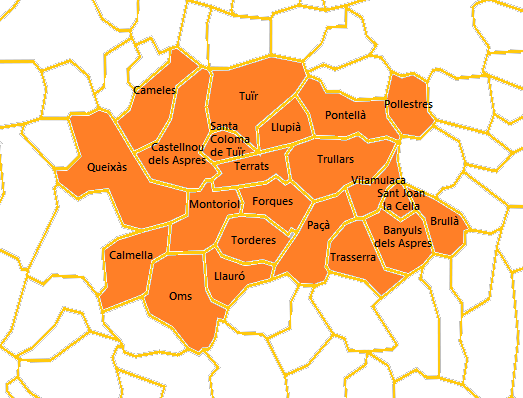
Mapa del Cantó 1 dels Aspres

A les eleccions cantonals del 2015 Santa Coloma de Tuïr ha estat inclòs en el cantó número 1, denominat Els Aspres, amb capitalitat a la vila de Tuïr i amb els pobles de Banyuls dels Aspres, Brullà, Calmella, Cameles, Castellnou dels Aspres, Forques, Llauró, Llupià, Montoriol, Oms, Paçà, Pollestres, Pontellà i Nyils, Queixàs, Santa Coloma de Tuïr, Sant Joan la Cella, Terrats, Torderes, Trasserra, Trullars i Vilamulaca. Hi han estat escollits com a consellers departamentals Édith Pugnet, del Partit Comunista - Front d'esquerra, Vicepresident del Consell departamental, adjunta al batlle de Cabestany, i René Olivé, del Partit Socialista, Vicepresident del Consell departamental, batlle de Tuïr.

## Ensenyament i cultura

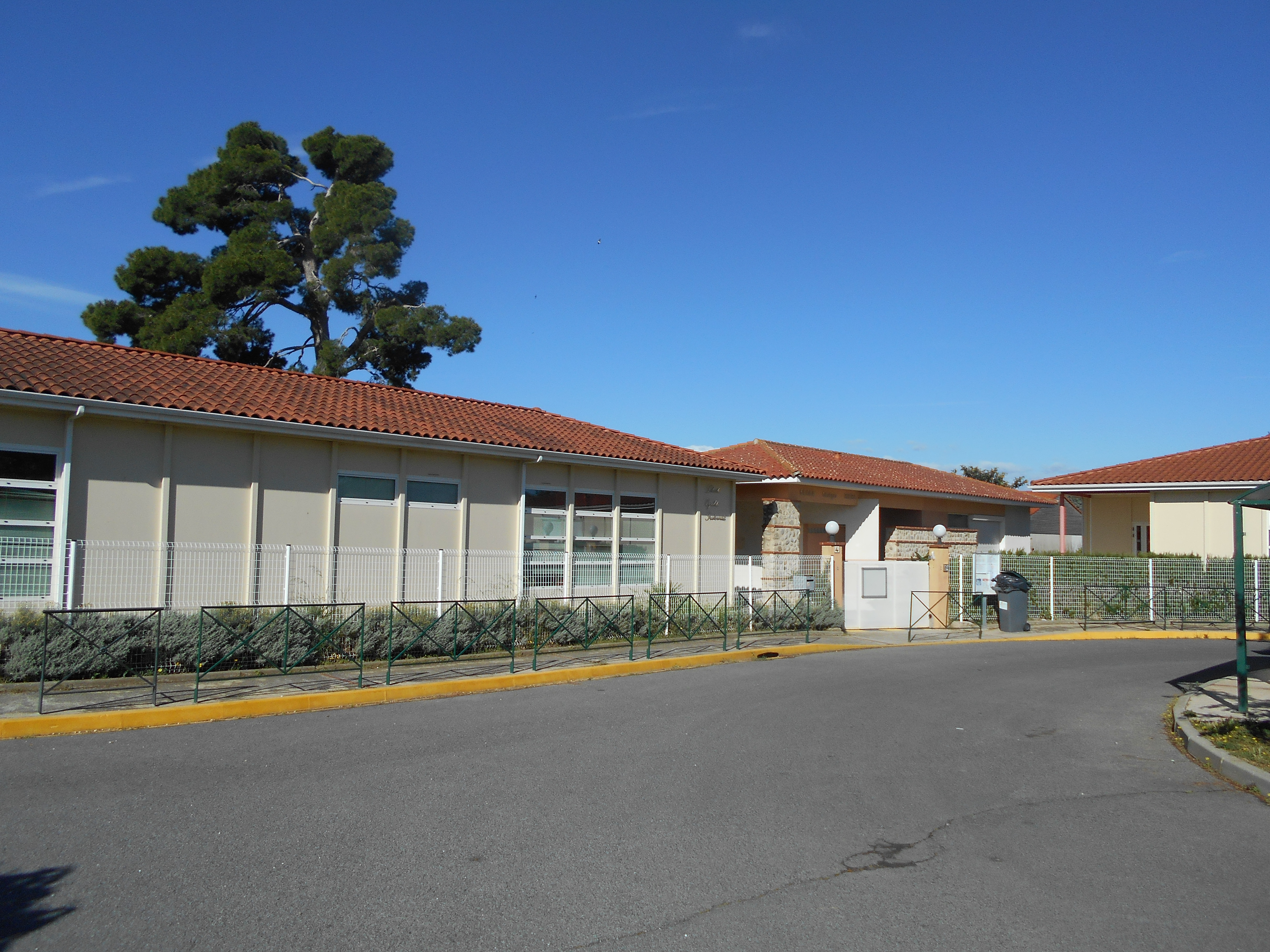
Escola Georges Riéra

El poble disposa d'una llar d'infants i d'un grup escolar de primària de 8 aules i restaurant. El gimnàs Jean Peytaví, la Sala Marcel Cazeilles i l'Espai cultural Jordi Barre completen l'oferta de lleure de Sant Joan la Cella.